# Lungro
Lungro (albanès Ungra) és un municipi italià, dins de la província de Cosenza. L'any 2006 tenia 2.950 habitants. És un dels municipis on viu la comunitat arbëreshë. Limita amb els municipis d'Acquaformosa, Altomonte, Firmo, Orsomarso, San Donato di Ninea i Saracena.

## Administració
| Període | Identitat             | Partit         |
| ------- | --------------------- | -------------- |
| 2006-   | Giuseppino Santoianni | Centreesquerra |